# جود (خلق)
في سطور
الجُودُ - جُودُ : كثرة العطاء مِن غير سؤال للناس والتعفف عما لديهم. أي بمعنى آخر بذل الكثير وإبقاء القليل.
والجُود: المطر الغزير، وجاد الرَّجل بماله يجُود جُودًا بالضَّم، فهو جَوَادٌ. وقيل: الجَوَاد: هو الذي يعطي بلا مسألة؛ صيانة للآخذ مِن ذلِّ السُّؤال ويُفَسَّر الجُود أيضًا بالسَّخاء.
إن الجود من الأخلاق العريقة القديمة التي عرفها منذ الأزل أصحاب النفوس العظيمة فإعتنقوها في تعاملاتهم، ومدحوا بها ساداتهم وجعلوها دليل الرفعة والفخار وغاية المجد لما فيها من علو الهمم، فلنأخذ هذا بالتفصيل.
الجُودُ : ( عند الأَخلاقيّين ) : صفة تحمل صاحبها على بذل ما ينبغي من الخير لِغَيْر عِوَض.المعجم الوسيط

قال الجرجاني: (الجُود: صفة، هي مبدأ إفادة ما ينبغي لا بعوض).
وقال الكِرْماني: (الجُود: إعطاء ما ينبغي لمن ينبغي).

## الفرق بين صفة الجُود وبعض الصِّفات

### الفرق بين الجُود والسَّخاء
- قال القاضي عياض: (السَّخاء: سهولة الإنفاق، وتجنُّب اكتساب ما لا يُحْمَد).[6]
- قال الرَّاغب: (السَّخاء: اسم للهيئة التي عليها الإنسان. و الجُود: اسم للفعل الصَّادر عنها. وإن كان قد يسمَّى كلُّ واحد باسم الآخر مِن فضله).
- وقال أبو هلال العسكري: (الفرق بين السَّخاء و الجُود: أنَّ السَّخاء هو أن يلين الإنسان عند السُّؤال، ويسهل مهره للطَّالب، مِن قولهم: سَخَوت النَّار أسخوها سخوًا: إذا ألينتها، وسَخَوت الأديم: ليَّنته، وأرضٌ سَخاوِيَّةٌ: ليِّنة.

والجُود كثرة العطاء مِن غير سؤال، مِن قولك: جادت السَّماء، إذا جادت بمطر غزير، والفرس: الجَوَاد الكثير الإعطاء للجري، والله تعالى جَوَاد لكثرة عطائه فيما تقتضيه الحكمة.
- ويظهر مِن كلام بعضهم: التَّرادف.

وفرَّق بعضهم بينهما: بأنَّ مَن أعطى البعض وأبقى لنفسه البعض فهو صاحب سخاء. ومَن بَذَلَ الأكثر وأبقى لنفسه شيئًا، فهو صاحب جود).

### الفرق بين الجُود والكَرَم
الكَرَم: ضدُّ اللُّؤْم، كرُم كرامة وكَرَمًا وكَرَمة، فهو كريم وكريمة، وكرماء وكرام وكرائم، وكرم فلان: أعطى بسهولة وجاد، وكرم الشيء عزَّ ونفس.
وقال القاضي عياض: (وأما الجود والكرم والسخاء والسماحة، ومعانيها متقاربة، وقد فرق بعضهم بينها بفروق، فجعلوا الكرم: الإنفاق بطيب نفس فيما يعظم خطره ونفعه، وسموه أيضا جرأة، وهو ضد النذالة).
- قال الكفوي: (الجُود: هو صفة ذاتيَّة للجَوَاد، ولا يستحقُّ بالاستحقاق ولا بالسؤال. والكَرَم: مسبوقٌ باستحقاق السَّائل والسُّؤال منه).
- وقال أبو هلال العسكري في الفرق بينهما: (أنَّ الجَوَاد هو الذي يعطي مع السُّؤال. والكريم: الذي يعطي مِن غير سؤال. وقيل بالعكس.
- وقيل: الجُود: إفادة ما ينبغي لا لغرض. والكَرَم: إيثار الغير بالخير).

### الجود والإيثار
وهنالك فرق بين الجود والإثار, فالجود إعطاء الأكثر وإمساك الأقل.
والإيثار إعطاء الكل من غير إمساك شيء منه.

### الفرق بين الجُود والإفضال
- قال الكفوي: (والإفضال أعمُّ من الإنعام والجُود، وقيل: هو أخصُّ منهما؛ لأنَّ الإفضال إعطاءٌ بعوض، وهما عبارة عن مطلق الإعطاء.

والكَرَم: إن كان بمال فهو: جود. وإن كان بكفِّ ضررٍ مع القُدْرة فهو: عفو. وإن كان ببذل النفس فهو: شجاعة)

### الفرق بين الجود والبذل
بَذَلَ الشَّيء: أعطاه وجاد به. والبَذْل نقيض المنع، وكلُّ مَن طابت نفسه لشيءٍ فهو باذلٌ. ورجلٌ بذَّال، وبَذُول: إذا كَثُر بذله للمال. يقال: بَذَلَ له شيئًا، أي: أعطاه إيَّاه.
وقال المناوي: (البَذْل: الإعطاء عن طيب نفس)... والمعنى في ذلك متقارب.

## الجود والكرم والبذل في القرآن
-*قال تعالى: ﴿هَلْ أَتَاكَ حَدِيثُ ضَيْفِ إِبْرَاهِيمَ الْمُكْرَمِينَ ۝٢٤ إِذْ دَخَلُوا عَلَيْهِ فَقَالُوا سَلَامًا قَالَ سَلَامٌ قَوْمٌ مُنْكَرُونَ ۝٢٥ فَرَاغَ إِلَى أَهْلِهِ فَجَاءَ بِعِجْلٍ سَمِينٍ ۝٢٦﴾ [الذاريات:24–26] [الذَّاريات].
قال الطبري: (يقول مجاهد في قوله تعالى: «ضَيْفِ إِبْرَاهِيمَ الْمُكْرَمِينَ» قال: أكرمهم إبراهيم عليه السلام، وأمر أهله لهم بالعجل حينئذٍ).
قال الزجَّاج: (جاء في التَّفسير أنَّه لما أتته الملائكة أكرمهم بالعجل. وقيل: أكرمهم بأنَّه خدمهم، صلوات الله عليه وعليهم).
- *وقال تعالى: ﴿مَثَلُ الَّذِينَ يُنْفِقُونَ أَمْوَالَهُمْ فِي سَبِيلِ اللَّهِ كَمَثَلِ حَبَّةٍ أَنْبَتَتْ سَبْعَ سَنَابِلَ فِي كُلِّ سُنْبُلَةٍ مِائَةُ حَبَّةٍ وَاللَّهُ يُضَاعِفُ لِمَنْ يَشَاءُ وَاللَّهُ وَاسِعٌ عَلِيمٌ ۝٢٦١﴾ [البقرة: 261].
قال ابن كثير: (هذا مثلٌ ضربه الله تعالى لتضعيف الثَّواب لمن أنفق في سبيله وابتغاء مرضاته، وأنَّ الحسنة تضاعف بعشر أمثالها إلى سبعمائة ضعفٍ).
- وقال تعالى: ﴿الَّذِينَ يُنْفِقُونَ أَمْوَالَهُمْ بِاللَّيْلِ وَالنَّهَارِ سِرًّا وَعَلَانِيَةً فَلَهُمْ أَجْرُهُمْ عِنْدَ رَبِّهِمْ وَلَا خَوْفٌ عَلَيْهِمْ وَلَا هُمْ يَحْزَنُونَ ۝٢٧٤﴾ [البقرة: 274].
قال ابن كثير: (هذا مدحٌ منه تعالى للمنفقين في سبيله، وابتغاء مرضاته في جميع الأوقات مِن ليلٍ أو نهارٍ، والأحوال مِن سرٍّ وجهار، حتى إنَّ النَّفقة على الأهل تدخل في ذلك أيضًا).
وقال السمرقندي: (هذا حثٌّ لجميع النَّاس على الصدقة، يتصدَّقون في الأحوال كلِّها، وفي الأوقات كلِّها، فلهم أجرهم عند ربِّهم ولا خوفٌ عليهم ولا هم يحزنون).

## الجود في السنة
وعن أبي سعيدٍ الخدريِّ  قال: بينما نحن في سفرٍ مع النَّبيِّ ﷺ إذ جاء رجلٌ على راحلةٍ له قال: فجعل يصرف بصره يمينًا وشمالًا فقال رسول الله ﷺ: ((مَن كان معه فضل ظهرٍ، فليعد به على مَن لا ظهر له، ومَن كان له فضلٌ مِن زاد، فليعد به على مَن لا زاد له)).
قال النَّوويُّ: (في هذا الحديث: الحثُّ على الصَّدقة والجُود والمواساة والإحسان إلى الرُّفقة والأصحاب والاعتناء بمصالح الأصحاب، وأمرُ كبير القوم أصحابه بمواساة المحتاج، وأنَّه يُكتفى في حاجة المحتاج بتعرُّضه للعطاء وتعريضه مِن غير سؤال).
- وعن أبي ذرٍّ  قال:
انتهيت إلى النَّبيِّ ﷺوهو جالسٌ في ظلِّ الكعبة فلمَّا رآني قال: ((هم الأخسرون وربِّ الكعبة. قال: فجئت حتى جلست، فلم أتقارَّ-أي لم ألبث- أن قمت، فقلت: يا رسول الله، فداك أبي وأمي، مَن هم؟ قال: هم الأكثرون أموالًا، إلَّا مَن قال هكذا وهكذا وهكذا -مِن بين يديه ومِن خلفه وعن يمينه وعن شماله- وقليلٌ ما هم، ما مِن صاحب إبلٍ، ولا بقرٍ، ولا غنمٍ لا يؤدِّي زكاتها إلَّا جاءت يوم القيامة أعظم ما كانت، وأسمنه تنطحه بقرونها وتطؤه بأظلافها، كلَّما نفدت أخراها، عادت عليه أولاها، حتى يُقْضَى بين النَّاس)).
قال فيه النَّوويُّ (فيه الحثُّ على الصَّدقة في وجوه الخير).
وقال المباركفوريُّ (فقوله: ((قال هكذا)) الخ، كناية عن التَّصدُّق العام في جميع جهات الخير).

## الجود عند العرب
ولقد كانت الشجاعة والجود والكرم من أبرز صفات المجتمع العربي الجاهلي 
- وقال بعض الحكماء: الجواد من جاد بماله وصان نفسه عن مال غيره.
- وقيل لعمرو بن عبيد: ما الكرم؟ فقال: أن تكون بمالك متبرعا، وعن مال غيرك متورعا.
- وقال علي بن الحسين: الكريم يبتهج بفضله، واللئيم يفتخر بماله.
- وقال الحسين بن علي رضي الله تعالى عنهما: أيها الناس من جاد ساد، ومن بخل رذل، وأن أجود الناس من أعطى من لا يرجوه.
- وقيل ليزيد بن معاوية: ما الجود؟ قال: أن تعطي المال من لا تعرف، فإنه لا يصير إليه حتى يتخطى من تعرف.

### أسباب الجود والكرم
ولقد كان الجود والكرم العربي له عدة دوافع وأسباب منها:
أولاً : طبيعة الحياة الجغرافية :-
كانت البيئة العربية صحراء قاحلة وكان سكانها من البدو في ترحال مستمر فراراً من الجفاف, وبحثاً عن الماء والكلأ. تلك البيئة جعلت العربي يدرك قيمة قرى الضيف وإعانة المحتاج ونصرة المظلوم وغيرها من القيم النبيلة فكان يتشبث بهذه القيم حتى تعم وتنتشر ويعود إليه في النهاية خيرها ويشمله أثرها.
ثانياً : طبيعة الحياة الاجتماعية :-
انتشرت في البيئة العربية صفة حب الفخر والتباهي بخصال الكرم والجود وأفعال الآباء والأجداد فأحب العربي أن يرتبط ذكره بما أحبه الناس من تلك الخلال وكان الكرم أكثرها تأثيراً في النفوس. كما كان للحرب والنزاعات المستمرة بين القبائل دوراً في انتشار الكرم وحرص العرب عليه، فكان من آثار الحروب انتشار الفقر والبؤس في البلاد فقل الغذاء والطعام فأحسوا بالجوع ينشب أنيابه بين أحشائهم ويكاد يفتك بهم وخاصة المسافرين أو عابري السبيل، فقدروا معنى الإنسانية الحقيقية بتقديم ما يحفظ على الإنسان حياته أو يسد رمقه أو يروى غلته ولذلك عظموا الكرم وإطعام الطعام ووصفوا بالكرم عظماء القوم وكان الكرم في مقدمه الفضائل التي يحب العربي أن يتحلى بها.

## شعر في الجود والكرم
- قال كلثوم بن عمرو التغلبي مِن شعراء الدَّولة العبَّاسية:

- وقال المنتصر بن بلال الأنصاري:

- وقال قيس بن عاصم لزوجته:

- وقال حجبة بن المُضَرَّب:

- وقال الحسين بن سهل:

- وقال أحمد بن محمد بن عبد اللَّه اليماني:

- ومن الأجواد المشاهير في الجاهلية أيضاً عبد الله بن جدعان وكانت له جفنة يأكل منها الراكب على بعيره ووقع فيها صغير فغرق وذكر ابن قتيبة أن رسول الله ﷺ قال [ لقد كنت أستظل بظل جفنة عبد الله بن جدعان صكة عمَىِّ ] أي وقت الظهيــرة وذكروا أنه كان يطعم التمر والسويق ويسقى اللبن حتى سمع قـول أميــه بــن أبـــى الصلــت:

## مقالات ذات صلة
- سخاء
- شجاعة
- اخلاق
- مروءة
- ضيف